# Crocidura hispida
Crocidura hispida är en däggdjursart som beskrevs av Thomas 1913. Crocidura hispida ingår i släktet Crocidura och familjen näbbmöss. IUCN kategoriserar arten globalt som sårbar. Inga underarter finns listade i Catalogue of Life.
Denna näbbmus förekommer endemisk på de indiska Andamanerna i Indiska oceanen. Den lever där i låglandet. Arten vistas i tropiska städsegröna skogar och rör sig i lövskiktet på marken. Individerna är nattaktiva.